# جدول الحقيقة
| المدخلات | المدخلات | المخرجات | المخرجات |
| -------- | -------- | -------- | -------- |
| A        | B        | Cout     | S        |
| 0        | 0        | 0        | 0        |
| 0        | 1        | 0        | 1        |
| 1        | 0        | 0        | 1        |
| 1        | 1        | 1        | 0        |

جدول الحقيقة هو جدول رياضي مستخدم في المنطق تحديدا في الجبر البولياني، وحساب القضايا لحساب القيم الوظيفية من التعبيرات المنطقية على الحجج، على كل مجموعة من القيم التي تتخذها متغيراتها المنطقية على وجه الخصوص، ( Enderton, 2001) وجداول الحقيقة يمكن أن تستخدم لمعرفة ما إذا كان التعبير المعطى صحيح لجميع مدخلات القيم.